# Condado de Carroll (Iowa)
El condado de Carroll (en inglés: Carroll County, Iowa), fundado en 1851, es uno de los 99 condados del estado estadounidense de Iowa. En el año censo de los Estados Unidos de 2020 tenía una población de 20 760 habitantes y en 2010 tenía una densidad poblacional de 36.6 personas por milla². La sede del condado es Carroll.

## Historia
El Condado de Carroll, fue constituida el 15 de enero de 1851 a partir de secciones de Condado de Pottawattamie. Fue nombrado después de Charles Carroll de Carrollton.

## Geografía
Según la Oficina del Censo, el condado tiene un área total de 1477 km² (570,3 mi²), de la cual 569,44 mi² (1474,8 km²) es tierra y 2 km² (0,8 mi²) es agua.

### Condados adyacentes
- Condado de Sac noroeste
- Condado de Calhoun noreste
- Condado de Greene este
- Condado de Guthrie sureste
- Condado de Audubon sur
- Condado de Crawford oeste

## Demografía

Condado de Carroll distribución de la población por edad y sexo, censo de 2000

En el 2000 la renta per cápita promedia del condado era de $35 179, y el ingreso promedio para una familia era de $47 040. El ingreso per cápita para el condado era de $18 595. En 2000 los hombres tenían un ingreso per cápita de $30 074 contra $21 528 para las mujeres. Alrededor del 6.50% de la población estaba bajo el umbral de pobreza nacional.
| 1900   | 1910   | 1920   | 1930   | 1940   | 1950   | 1960   | 1970   | 1980   | 1990   | 2000   |
| ------ | ------ | ------ | ------ | ------ | ------ | ------ | ------ | ------ | ------ | ------ |
| 20 319 | 20 117 | 21 549 | 22 326 | 22 770 | 23 065 | 23 431 | 22 912 | 22 951 | 21 423 | 21 421 |

## Lugares

### Ciudades
- Arcadia
- Breda
- Carroll
- Coon Rapids
- Dedham
- Glidden
- Halbur
- Lanesboro
- Lidderdale
- Manning
- Ralston
- Templeton
- Willey

### Principales carreteras
- U.S. Highway 30
- U.S. Highway 71
- Carretera de Iowa 141